# Polytrichum piliferum
Polytrichum piliferum tiếng Việt còn gọi rêu đuôi chồn là một loài rêu trong họ Polytrichaceae. Loài này được Hedw. mô tả khoa học đầu tiên năm 1801.

## Hình ảnh

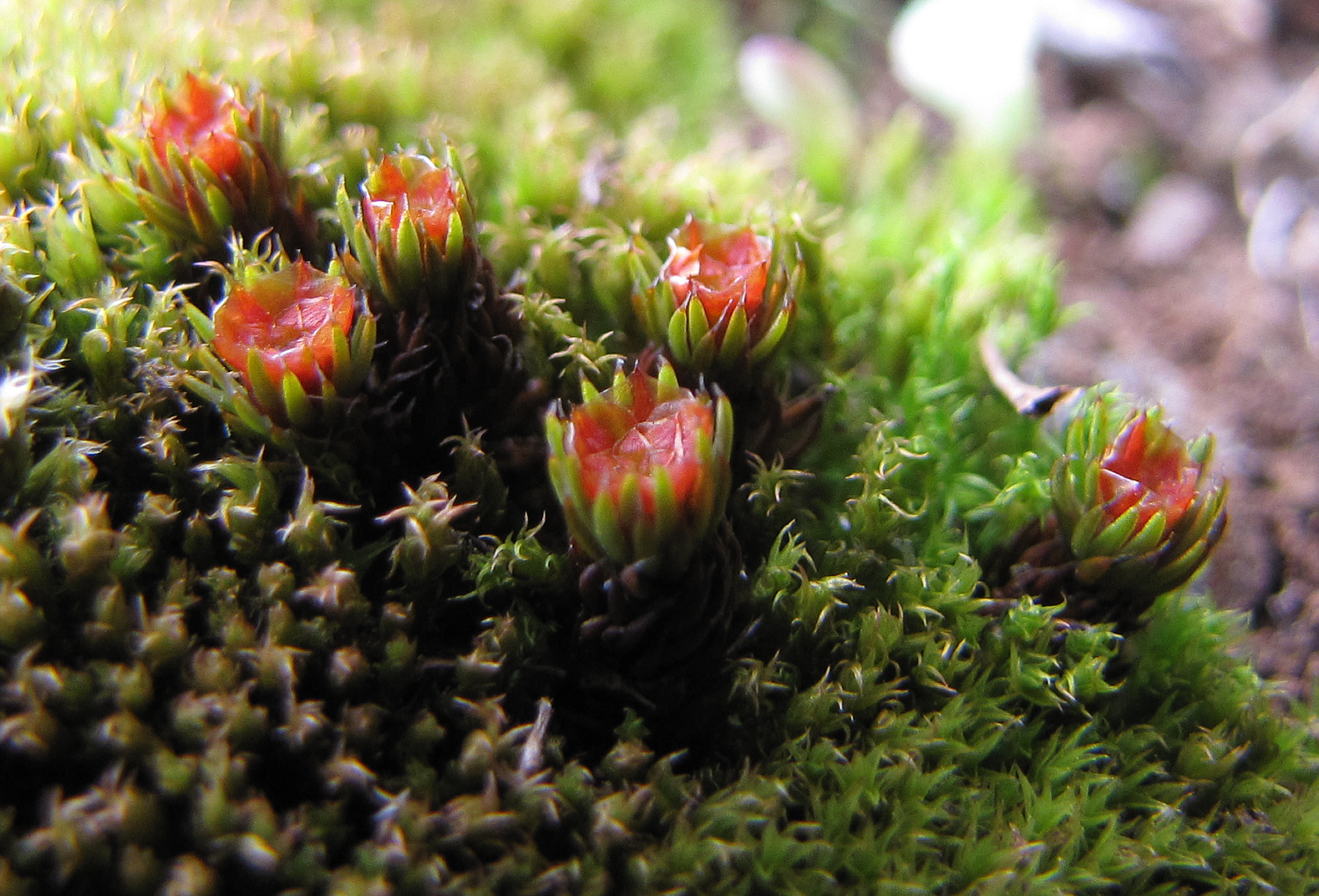
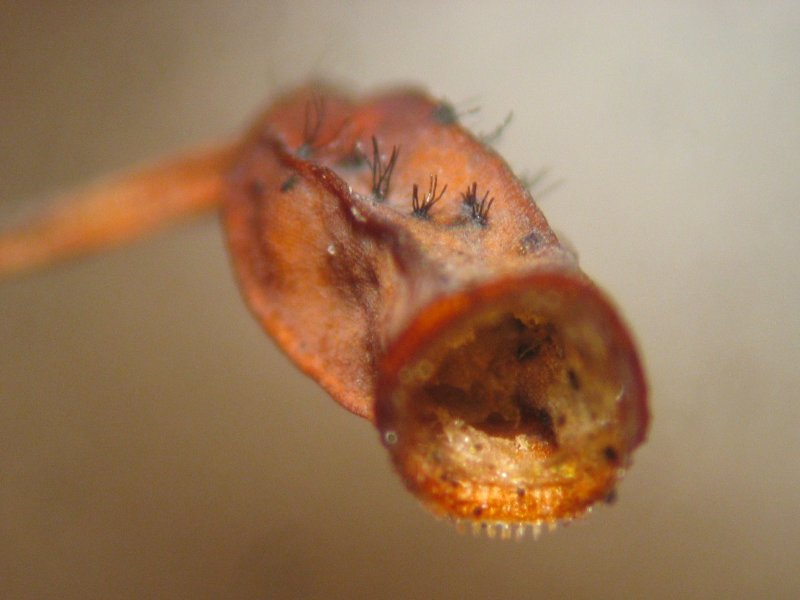
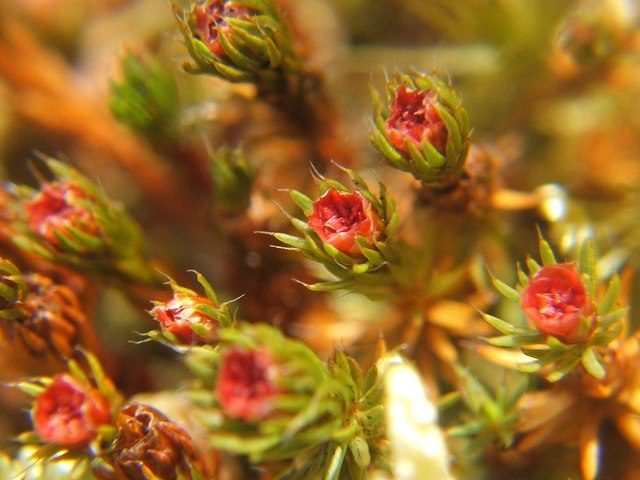
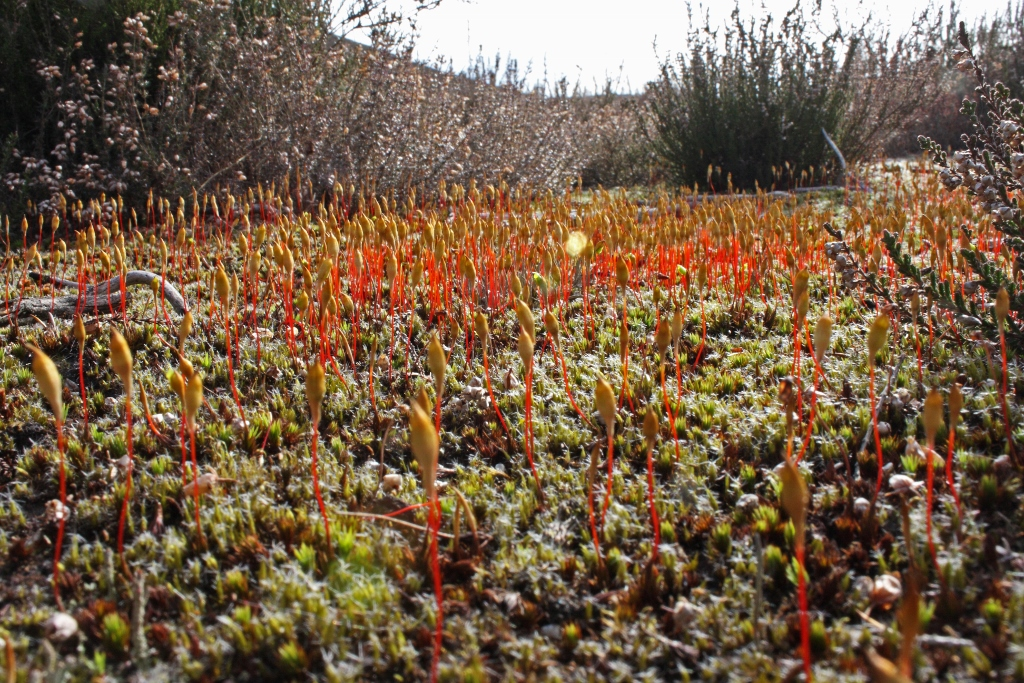